# Mats Seuntjens
Mats Seuntjens, né le 17 avril 1992 à Breda aux Pays-Bas, est un footballeur néerlandais évoluant au Gençlerbirliği au poste d'ailier gauche ou de milieu offensif au FC Groningue.

## Biographie
Avec le club du NAC Breda, il inscrit treize buts en deuxième division néerlandaise lors de la saison 2015-2016.
Il dispute six matchs en Ligue Europa lors de la saison 2016-2017 avec l'équipe de l'AZ Alkmaar.
Le 1er juillet 2019, Seuntjens signe au club turc du Gençlerbirliği SK